# Trémuson
Trémuson [tʁemyzɔ̃] est une commune française située près de Saint-Brieuc dans le département des Côtes-d'Armor en région Bretagne. Trémuson appartient au pays historique du Goëlo.

## Toponymie
Le nom de la localité est attesté sous les formes Tremuson en 1427, 1428 et en 1446, Tremuzon en 1480 et Tremuson en 1536.
Trémuson vient du breton treb (village) et de Muson, le « village de Muson ».

## Histoire

### Antiquité
Le territoire de la commune est fréquenté dès l'époque gauloise. Quatre sculptures datées du IIe siècle av. J.-C. ou Ier siècle av. J.-C., ainsi qu'un seau de banquet ouvragé (considéré d'ores et déjà comme une pièce majeure de l'art celte), ont en effet été mises au jour lors d'une campagne de l'Inrap en octobre 2019, dans la cour d'une ferme aristocratique. Ce site fut fondé au IVe siècle av. J.-C.

« Au fond d'un puits furent retrouvés trois statues en pierre, une meule rotative en pierre, des pieux en bois, une serpe en fer, un anneau en bronze, des douelles, et les restes d'une anse appartenant à un seau, ainsi que de nombreuses céramiques, et un seau de banquet en bois. »

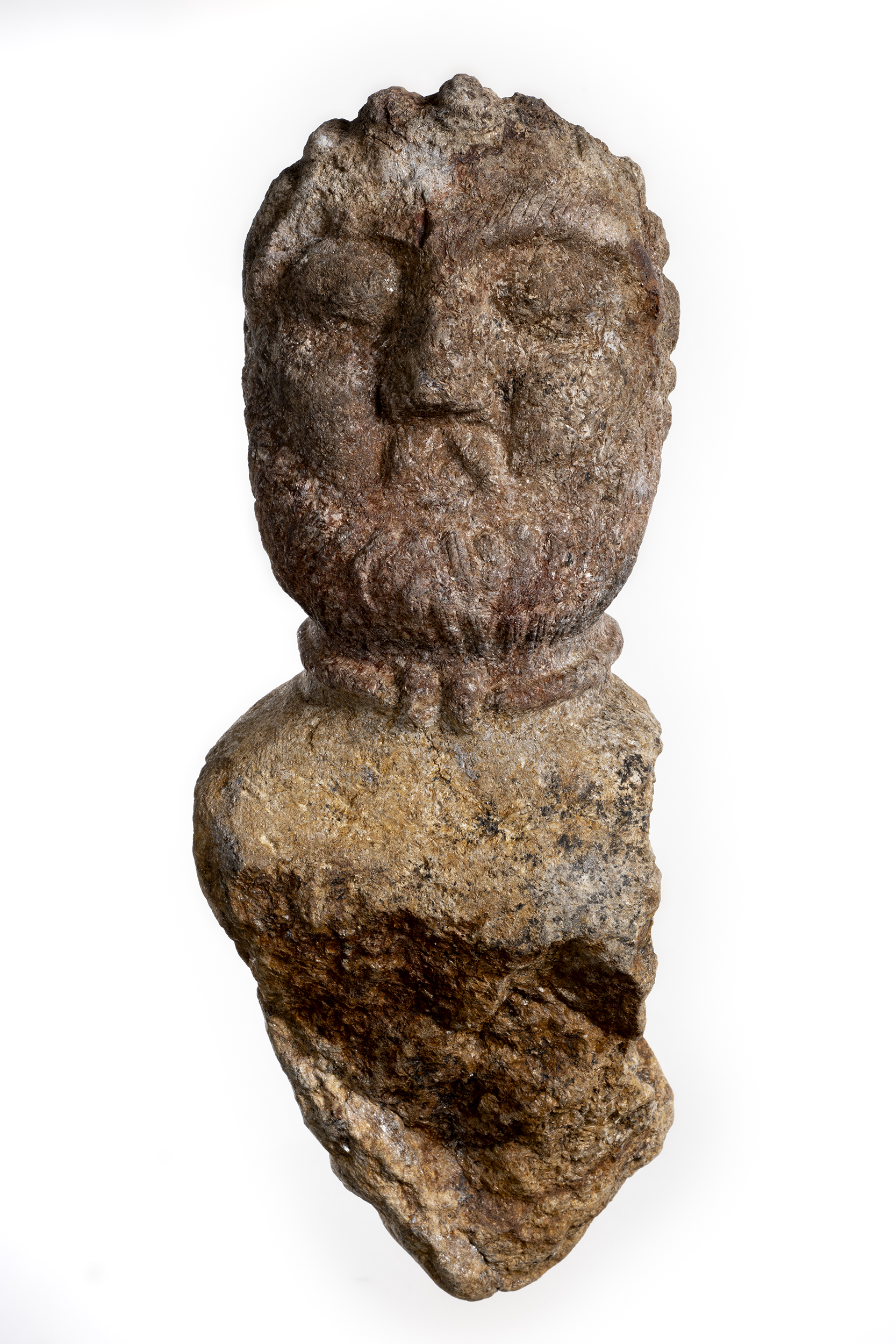
Buste de personnage barbu, 2022.0017.1

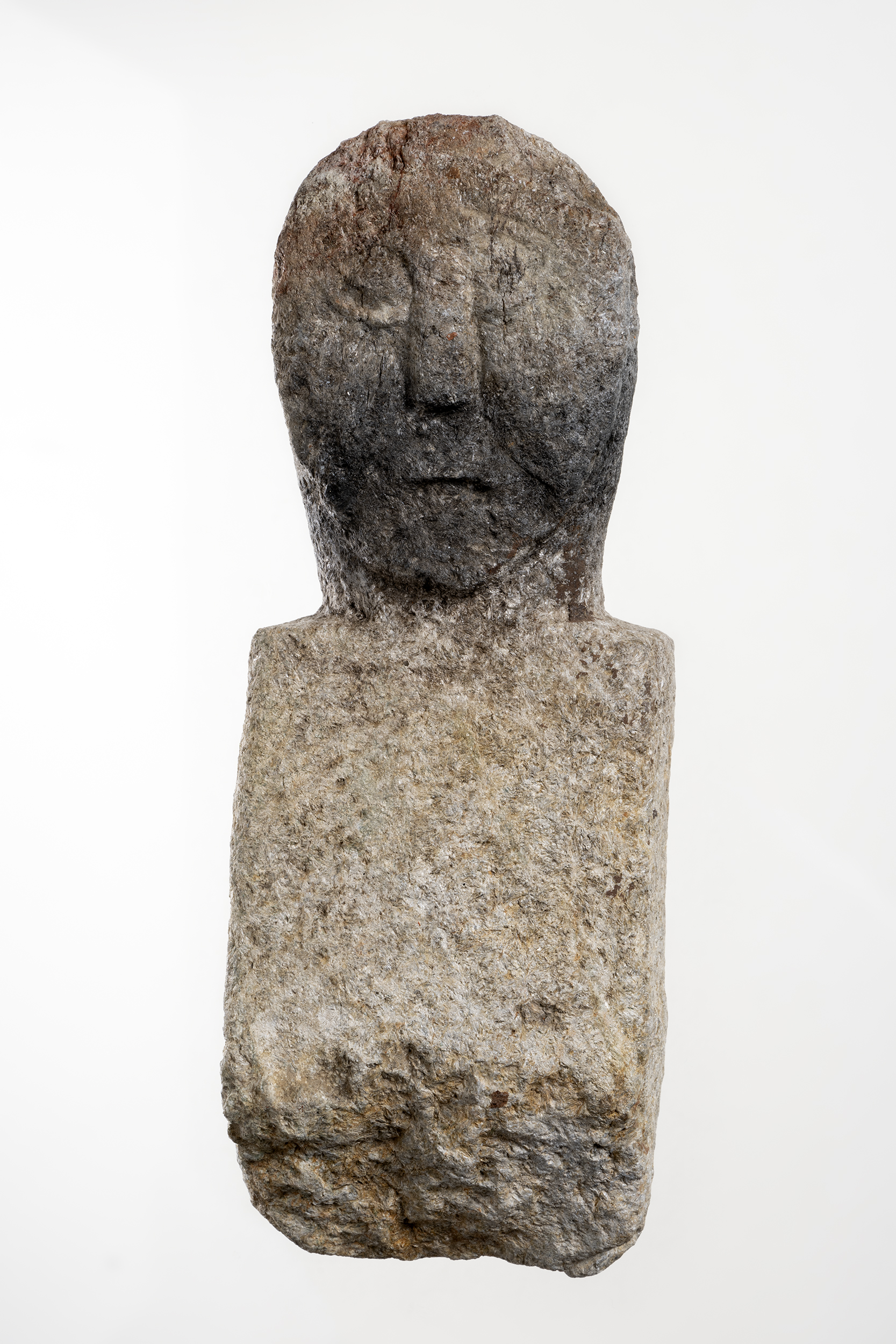
Buste de personnage, 2022.0017.2

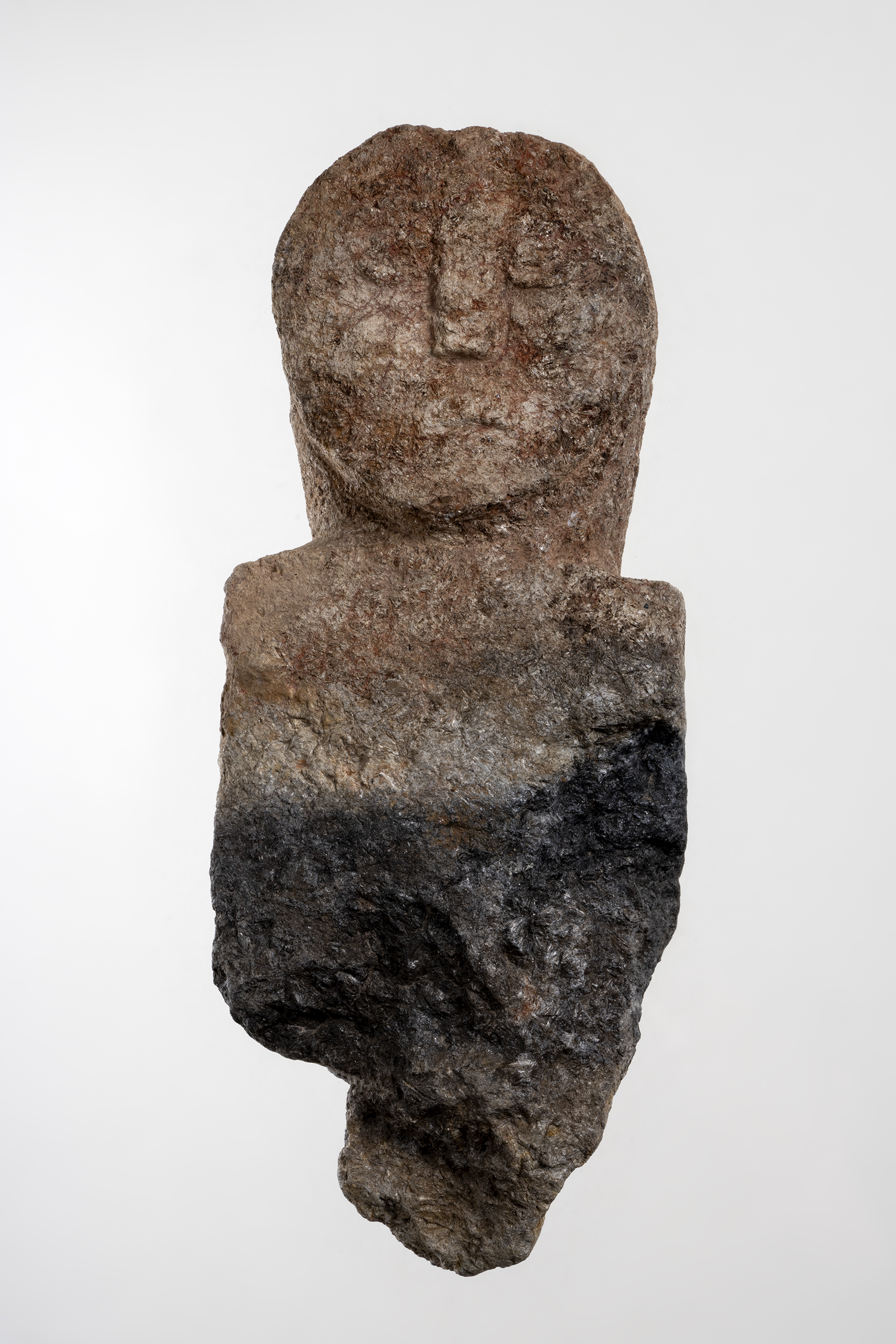
Buste de personnage, 2022.0017.3

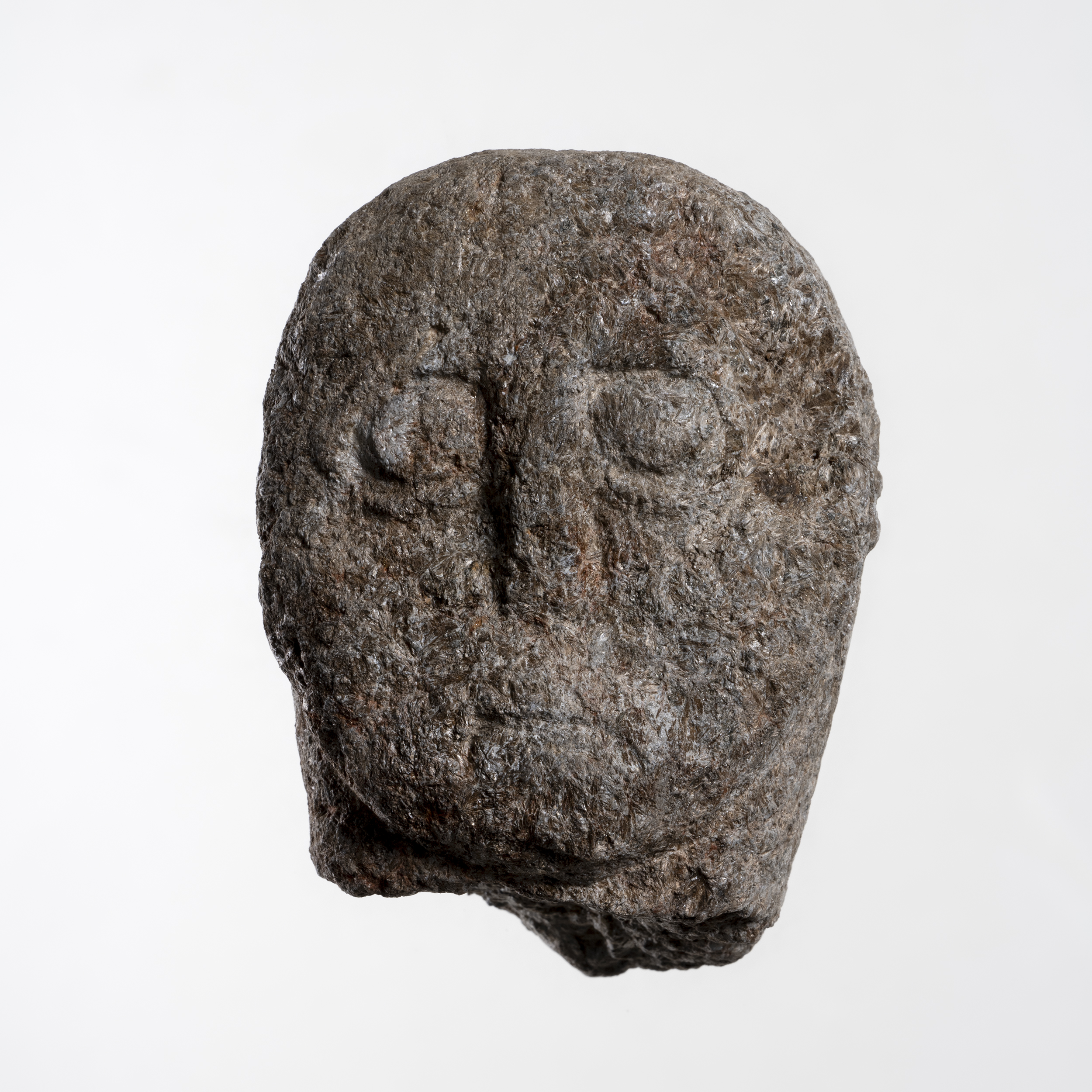
Tête de personnage

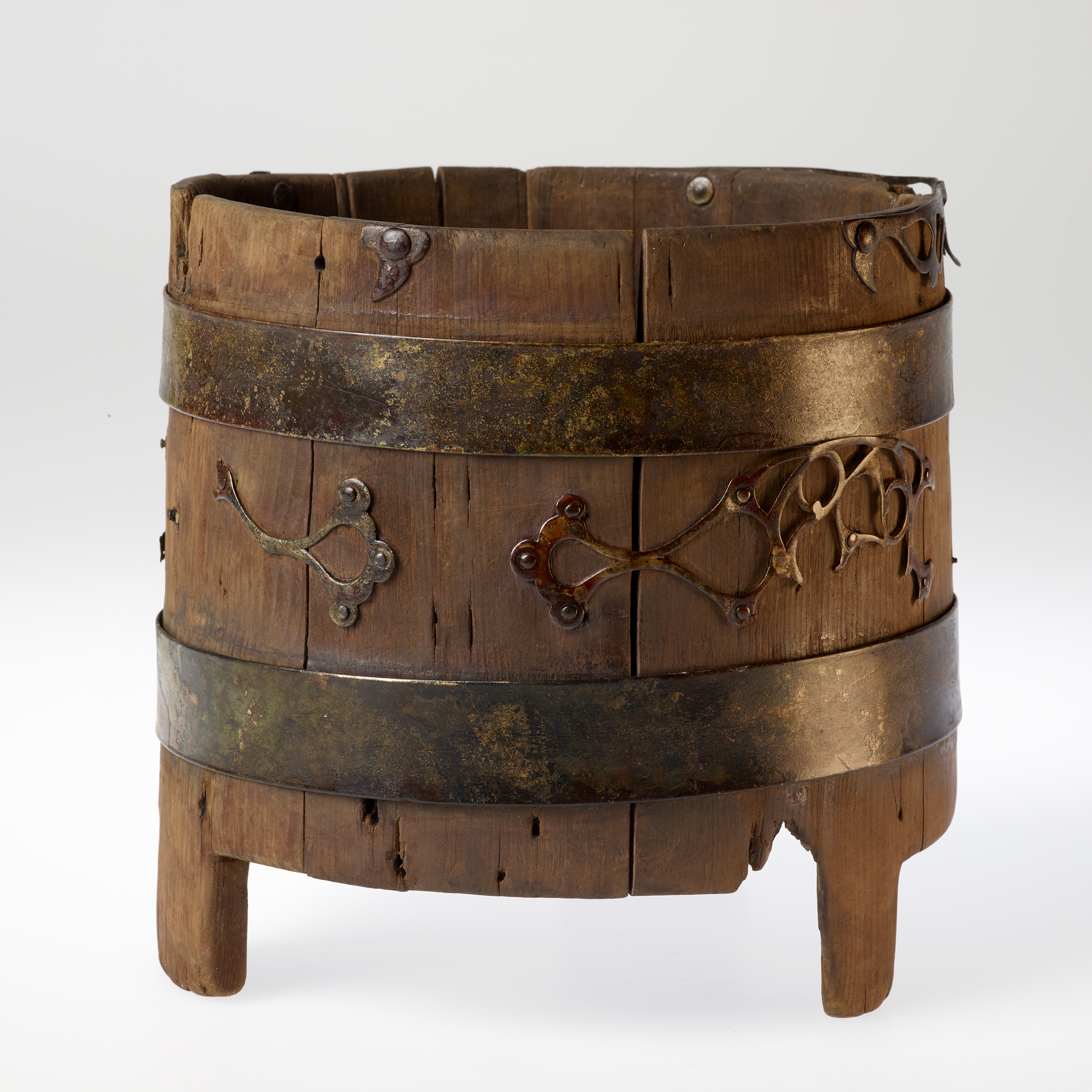
Seau tripode

Le Musée de Bretagne a acheté les quatre statuettes découvertes (dont l'une représente un buste d'homme barbu portant un torque autour du cou, attribut d'un personnage potentiellement important) et le seau en bois « compte-tenu de la rareté et de l'intérêt scientifique de ces découvertes ».

### Époque moderne
Sous l'Ancien Régime, Trémuson était une paroisse appartenant à l'évêché de Saint-Brieuc et au comté du Goëlo.
La seigneurie de la Roche-suhart compte parmi ses vassaux le manoir de Sieurnes sur le territoire d'Étables-sur-Mer.

### LeXIXesiècle
Dans les années 1865-1867, des mineurs anglais travaillaient dans les mines de plomb argentifère de Trémuson.

### LeXXesiècle

#### Les guerres duXXesiècle
Le monument aux morts porte les noms des 31 soldats morts pour la Patrie :
- 28 sont morts durant la Première Guerre mondiale ;
- 2 sont morts durant la Seconde Guerre mondiale ;
- 1 est mort durant la guerre d'Indochine.

#### L'Entre-deux-guerres
Entre 1926 et 1928, au plus fort de son activité, la mine de plomb argentifère de Trémuson employait entre 150 et 200 étrangers, des Polonais principalement. Leur intégration fut difficile car ils étaient mal vus par la population locale aux yeux de laquelle ils prenaient leurs emplois (plus de 300 français y étaient aussi employés). Des maisonnettes ressemblant à de petits chalets furent construits à leur intention par la direction de la mine pour les accueillir, ainsi que leurs familles. En 1931 la fermeture de la mine entraîna leur départ.

## Héraldique
| Blason | Blasonnement : D'azur au croissant d'or |

## Géographie
La commune est implantée sur la rive gauche du Gouët dans les Côtes-d'Armor en Bretagne.

### Communes limitrophes
| Plélo    | Tréméloir  | Plérin       |
| Plerneuf | Trémuson   | Saint-Brieuc |
| Plerneuf | La Méaugon | Ploufragan   |

### Hydrographie
Pour un article plus général, voir Réseau hydrographique des Côtes-d'Armor.
La commune est située dans le bassin Loire-Bretagne. Elle est drainée par le Gouët et le Merlet,,.
Le Gouët, d'une longueur de 47 km, prend sa source dans la commune du Haut-Corlay et se jette  dans la baie de Saint-Brieuc en limite de Plérin et de Saint-Brieuc, après avoir traversé 16 communes. 

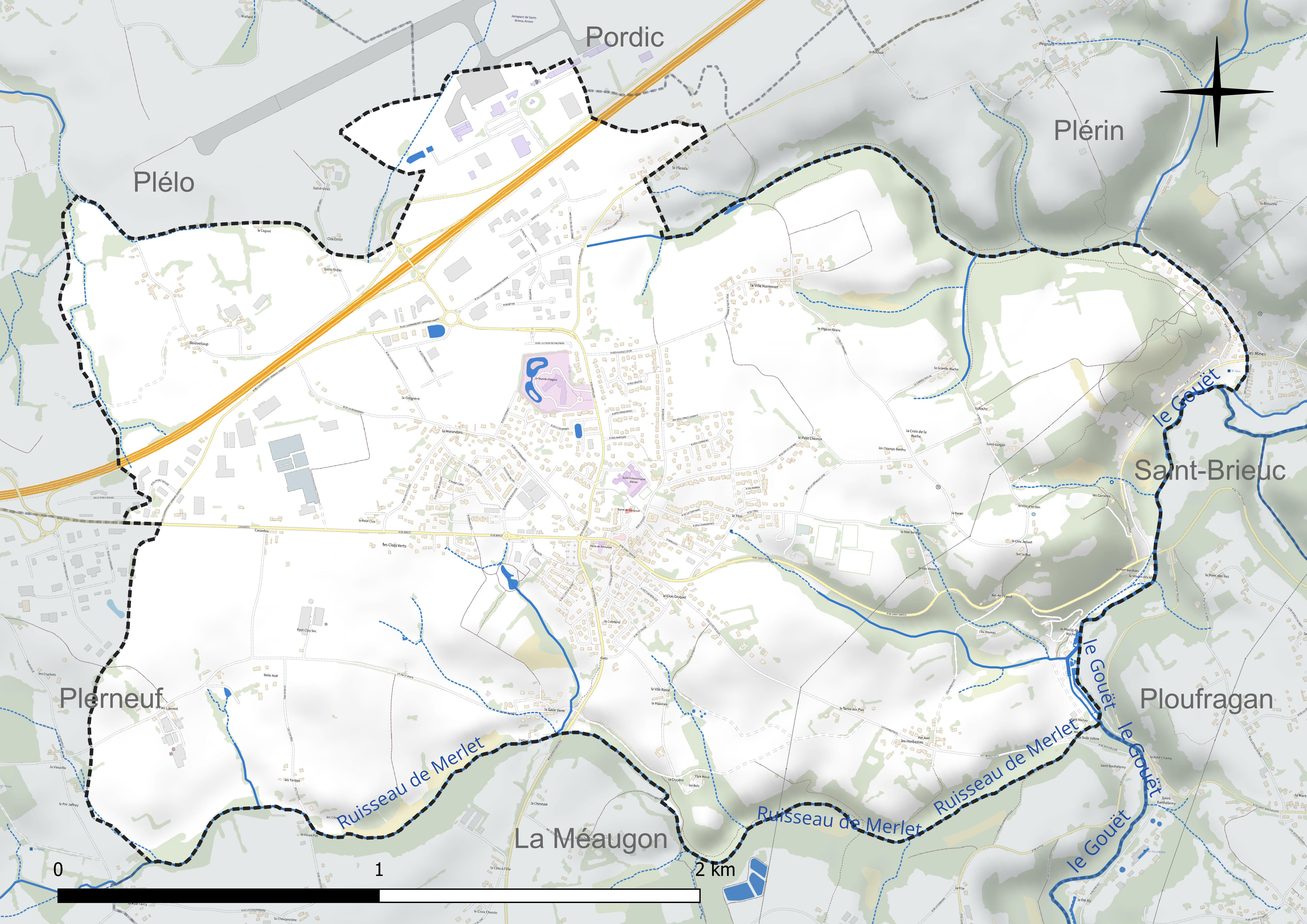
Réseau hydrographique de Trémuson.

### Climat
Le climat qui caractérise la commune est qualifié, en 2010, de « climat océanique franc », selon la typologie des climats de la France qui compte alors huit grands types de climats en métropole. En 2020, la commune ressort du type « climat océanique » dans la classification établie par Météo-France, qui ne compte désormais, en première approche, que cinq grands types de climats en métropole. Ce type de climat se traduit par des températures douces et une pluviométrie relativement abondante (en liaison avec les perturbations venant de l'Atlantique), répartie tout au long de l'année avec un léger maximum d'octobre à février.
Les paramètres climatiques qui ont permis d’établir la typologie de 2010 comportent six variables pour les températures et huit pour les précipitations, dont les valeurs correspondent à la normale 1971-2000. Les sept principales variables caractérisant la commune sont présentées dans l'encadré ci-après.
| Paramètres climatiques communaux sur la période 1971-2000 - Moyenne annuelle de température : 11 °C - Nombre de jours avec une température inférieure à −5 °C : 1,1 j - Nombre de jours avec une température supérieure à 30 °C : 0,9 j - Amplitude thermique annuelle : 11,1 °C - Cumuls annuels de précipitation : 805 mm - Nombre de jours de précipitation en janvier : 12,9 j - Nombre de jours de précipitation en juillet : 7 j |

Avec le changement climatique, ces variables ont évolué. Une étude réalisée en 2014 par la Direction générale de l'Énergie et du Climat complétée par des études régionales prévoit en effet que la  température moyenne devrait croître et la pluviométrie moyenne baisser, avec toutefois de fortes variations régionales. La station météorologique de Météo-France installée sur la commune et mise en service en 1985 permet de connaître l'évolution des indicateurs météorologiques. Le tableau détaillé pour la période 1981-2010 est présenté ci-après.
La température moyenne annuelle évolue de 11 °C pour la période 1971-2000 à 11,2 °C pour 1981-2010, puis à 11,4 °C pour 1991-2020.
| Mois                                  | jan.             | fév.            | mars          | avril           | mai            | juin           | jui.          | août           | sep.          | oct.            | nov.            | déc.            | année      |
| ------------------------------------- | ---------------- | --------------- | ------------- | --------------- | -------------- | -------------- | ------------- | -------------- | ------------- | --------------- | --------------- | --------------- | ---------- |
| Température minimale moyenne (°C)     | 3,5              | 3,4             | 4,7           | 5,6             | 8,5            | 10,9           | 12,9          | 13,1           | 11,3          | 9,3             | 6               | 3,9             | 7,8        |
| Température moyenne (°C)              | 6                | 6,2             | 8             | 9,2             | 12,3           | 15             | 17            | 17,2           | 15,2          | 12,5            | 8,8             | 6,4             | 11,2       |
| Température maximale moyenne (°C)     | 8,5              | 9               | 11,4          | 12,9            | 16,2           | 19,1           | 21,1          | 21,4           | 19,1          | 15,7            | 11,5            | 9               | 14,6       |
| Record de froid (°C) date du record   | −11,3 12.01.1987 | −9,4 07.02.1991 | −3,9 01.03.05 | −1,8 12.04.1986 | 1,1 07.05.1997 | 3,6 02.06.1989 | 7,1 31.07.15  | 6,6 29.08.1986 | 4,5 28.09.07  | −3,9 29.10.1997 | −4,8 26.11.1989 | −7,2 29.12.1996 | −11,3 1987 |
| Record de chaleur (°C) date du record | 15,9 24.01.16    | 21,8 27.02.19   | 23,9 30.03.21 | 26,6 21.04.18   | 29 26.05.17    | 33,6 30.06.15  | 35,9 23.07.19 | 38,1 05.08.03  | 30,4 07.09.16 | 29,5 02.10.11   | 20,7 01.11.15   | 16,8 19.12.15   | 38,1 2003  |
| Ensoleillement (h)                    | 64,8             | 76,8            | 118,1         | 152,4           | 179,5          | 198,7          | 186,3         | 178,1          | 160,9         | 107             | 77,8            | 64,5            | 1 564,6    |
| Précipitations (mm)                   | 75,5             | 65,6            | 54,1          | 63,7            | 58,4           | 47,8           | 42,5          | 41,2           | 59,6          | 78,2            | 81,3            | 82,8            | 750,7      |

## Urbanisme

### Typologie
Au 1er janvier 2024, Trémuson est catégorisée bourg rural, selon la nouvelle grille communale de densité à 7 niveaux définie par l'Insee en 2022.
Elle appartient à l'unité urbaine de Saint-Brieuc, une agglomération intra-départementale dont elle est une commune de la banlieue,. Par ailleurs la commune fait partie de l'aire d'attraction de Saint-Brieuc, dont elle est une commune de la couronne,. Cette aire, qui regroupe 51 communes, est catégorisée dans les aires de 200 000 à moins de 700 000 habitants,.

### Occupation des sols

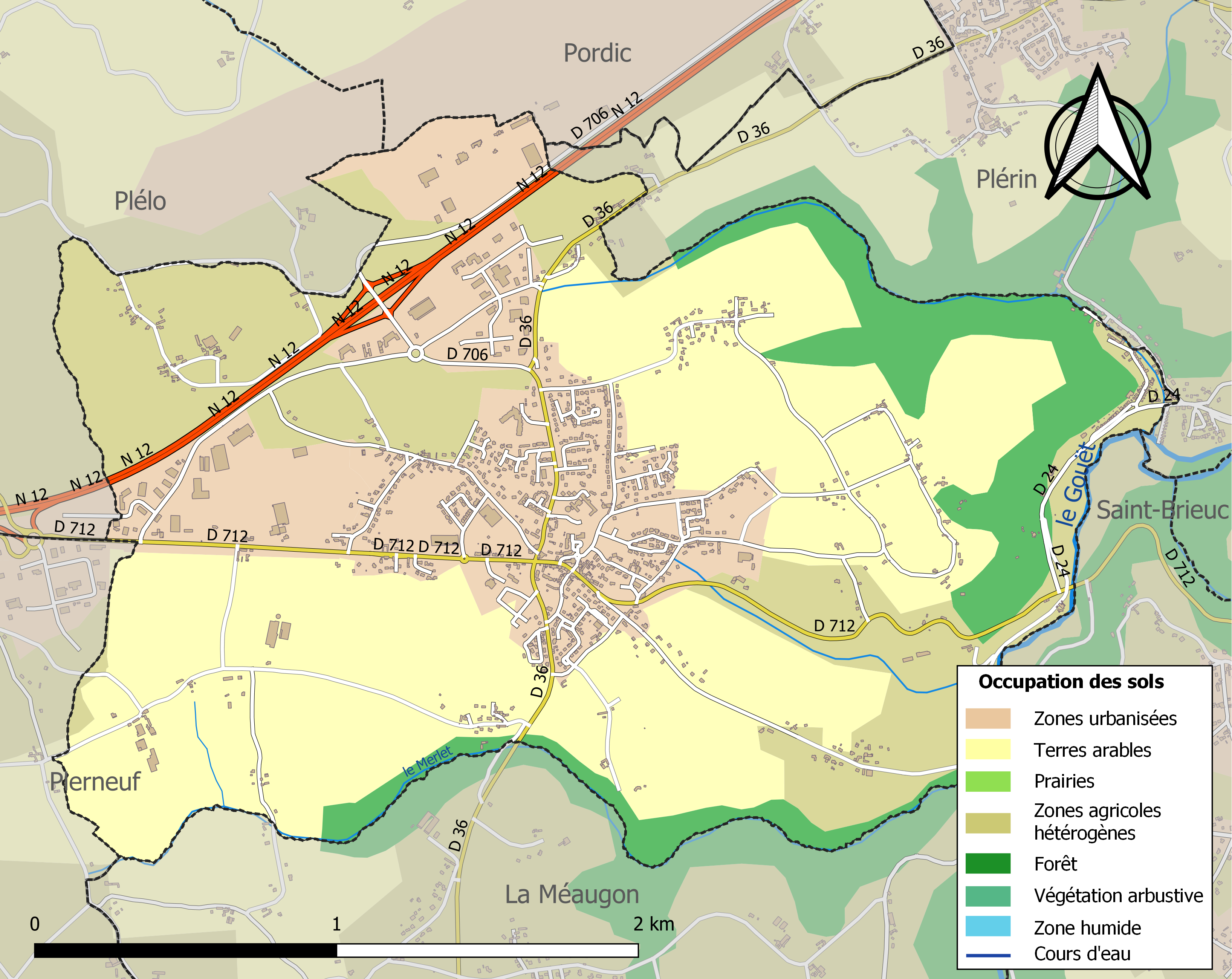
Carte des infrastructures et de l'occupation des sols de la commune en 2018 (CLC).

L'occupation des sols de la commune, telle qu'elle ressort de la base de données européenne d’occupation biophysique des sols Corine Land Cover (CLC), est marquée par l'importance des territoires agricoles (66,8 % en 2018), en diminution par rapport à 1990 (77,9 %). La répartition détaillée en 2018 est la suivante : 
terres arables (43,1 %), zones agricoles hétérogènes (23,7 %), zones urbanisées (12,5 %), zones industrielles ou commerciales et réseaux de communication (10,8 %), forêts (9,9 %).
L'IGN met par ailleurs à disposition un outil en ligne permettant de comparer l’évolution dans le temps de l’occupation des sols de la commune (ou de territoires à des échelles différentes). Plusieurs époques sont accessibles sous forme de cartes ou photos aériennes : la carte de Cassini (XVIIIe siècle), la carte d'état-major (1820-1866) et la période actuelle (1950 à aujourd'hui).

### Morphologie urbaine
La ville regroupe au centre la majeure partie de la population. Plusieurs hameaux sont dispersés dans la campagne.

## Politique et administration

### Liste des maires
| Période                                  | Période                  | Identité         | Étiquette | Qualité |
| ---------------------------------------- | ------------------------ | ---------------- | --------- | --- |
| 1910                                     | avril 1956 (décès)       | Pierre Michel    | Rad.soc.  | Propriétaire-agriculteur Député des Côtes-du-Nord (1932 → 1939) Sénateur des Côtes-du-Nord (1939 → 1945) Conseiller général du canton de Saint-Brieuc-Nord (1928 → 1940) |
| Les données manquantes sont à compléter. |                          |                  |           | |
| 1959                                     | mars 1977                | Pierre Le Glatin |           | |
| mars 1977                                | octobre 1977 (démission) | Jean Guyader     | SE        | Chef comptable |
| octobre 1977                             | mars 2001                | François Josse   | PS        | Ancien agent de la Sécurité sociale, maire honoraire |
| mars 2001                                | 27 mai 2020              | Gérard Le Gall   | PS        | Retraité, maire honoraire (2020) 14e vice-président de Saint-Brieuc Armor Agglomération (2017 → )                                                                        |
| 27 mai 2020                              | En cours                 | Yvon Orgebin     | DVG       | Conseiller agricole retraité |
| Les données manquantes sont à compléter. |                          |                  |           | |

## Démographie
Ses habitants sont appelés les Trémusonnais.
L'évolution du nombre d'habitants est connue à travers les recensements de la population effectués dans la commune depuis 1793. Pour les communes de moins de 10 000 habitants, une enquête de recensement portant sur toute la population est réalisée tous les cinq ans, les populations de référence des années intermédiaires étant quant à elles estimées par interpolation ou extrapolation. Pour la commune, le premier recensement exhaustif entrant dans le cadre du nouveau dispositif a été réalisé en 2005.

En 2022, la commune comptait 2 238 habitants, en évolution de +9,12 % par rapport à 2016 (Côtes-d'Armor : +1,78 %, France hors Mayotte : +2,11 %).
| 1793 | 1800 | 1806 | 1821 | 1831 | 1836 | 1841 | 1846 | 1851  |
| ---- | ---- | ---- | ---- | ---- | ---- | ---- | ---- | ----- |
| 623  | 741  | 709  | 801  | 861  | 885  | 929  | 983  | 1 016 |

| 1856 | 1861 | 1866 | 1872 | 1876 | 1881 | 1886 | 1891 | 1896 |
| ---- | ---- | ---- | ---- | ---- | ---- | ---- | ---- | ---- |
| 976  | 838  | 900  | 878  | 864  | 834  | 779  | 758  | 705  |

| 1901 | 1906 | 1911 | 1921 | 1926 | 1931 | 1936 | 1946 | 1954 |
| ---- | ---- | ---- | ---- | ---- | ---- | ---- | ---- | ---- |
| 697  | 708  | 680  | 601  | 713  | 720  | 678  | 743  | 764  |

| 1962 | 1968 | 1975  | 1982  | 1990  | 1999  | 2005  | 2006  | 2010  |
| ---- | ---- | ----- | ----- | ----- | ----- | ----- | ----- | ----- |
| 830  | 778  | 1 013 | 1 168 | 1 482 | 1 684 | 1 766 | 1 782 | 1 916 |

| 2015  | 2020  | 2022  | - | - | - | - | - | - |
| ----- | ----- | ----- | - | - | - | - | - | - |
| 2 015 | 2 187 | 2 238 | - | - | - | - | - | - |

## Économie

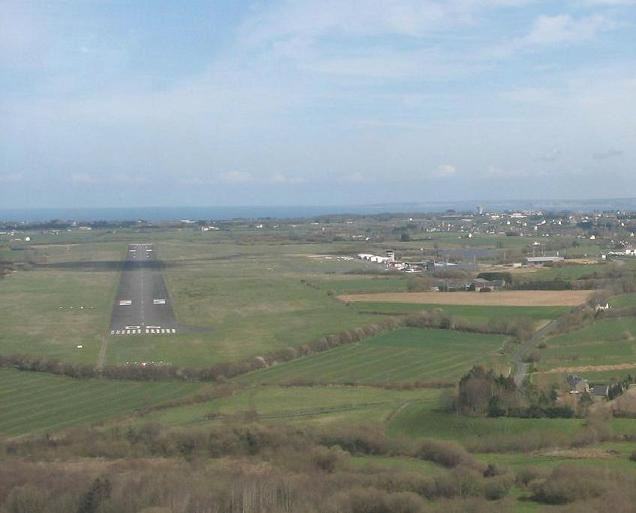
Aéroport de Saint-Brieuc Armor.

### Transports
Trémuson est relié au reste de l'agglomération du lundi au samedi grâce à la ligne 80 des Transports urbains briochins (TUB).
Elle possède une partie de l'aéroport de Saint-Brieuc Armor.

## Culture locale, patrimoine et tourisme
Pour toutes informations concernant la culture et le tourisme de la commune : article sur Wikivoyage.

### Édifices religieux et civils
- La ville possède une école primaire et maternelle
- Un aéroport.
- D'anciens gisements de plomb furent exploités jusqu'au milieu du XXe siècle au sein du Village des Mines.
- Église Notre-Dame.

## Personnalités liées à la commune
- Geoffroy de Couvran, sieur de la Morandais (en Trémuson), armé chevalier par Arthur de Richemont en 1436 pour partir en guerre contre les Anglais (voir bataille de Formigny). Après la guerre de Cent Ans, il fut nommé capitaine de Coutances (1456) puis commandant de la garde du roi Louis XI.
- Françoise de Dinan, née à la Roche-Suhart (Trémuson) le 20 novembre 1436 (morte en 1499, dernière représentante de la famille de Dinan, la seigneurie de Chateaubriand-Montafilant de la Roche-Suhart), femme de Gilles de Bretagne puis de Guy XIV, comte de Laval.
- Henry Lafont, aviateur, Compagnon de la Libération et ancien directeur du salon aéronautique du Bourget, décédé à Trémuson le 2 décembre 2011.
- Sébastien Hinault, coureur cycliste, professionnel depuis 1997, qui a pris part à huit Tours de France, réside dans la commune.
- Florian Riester, graphiste de renommée, a grandi dans la commune.  Galerie

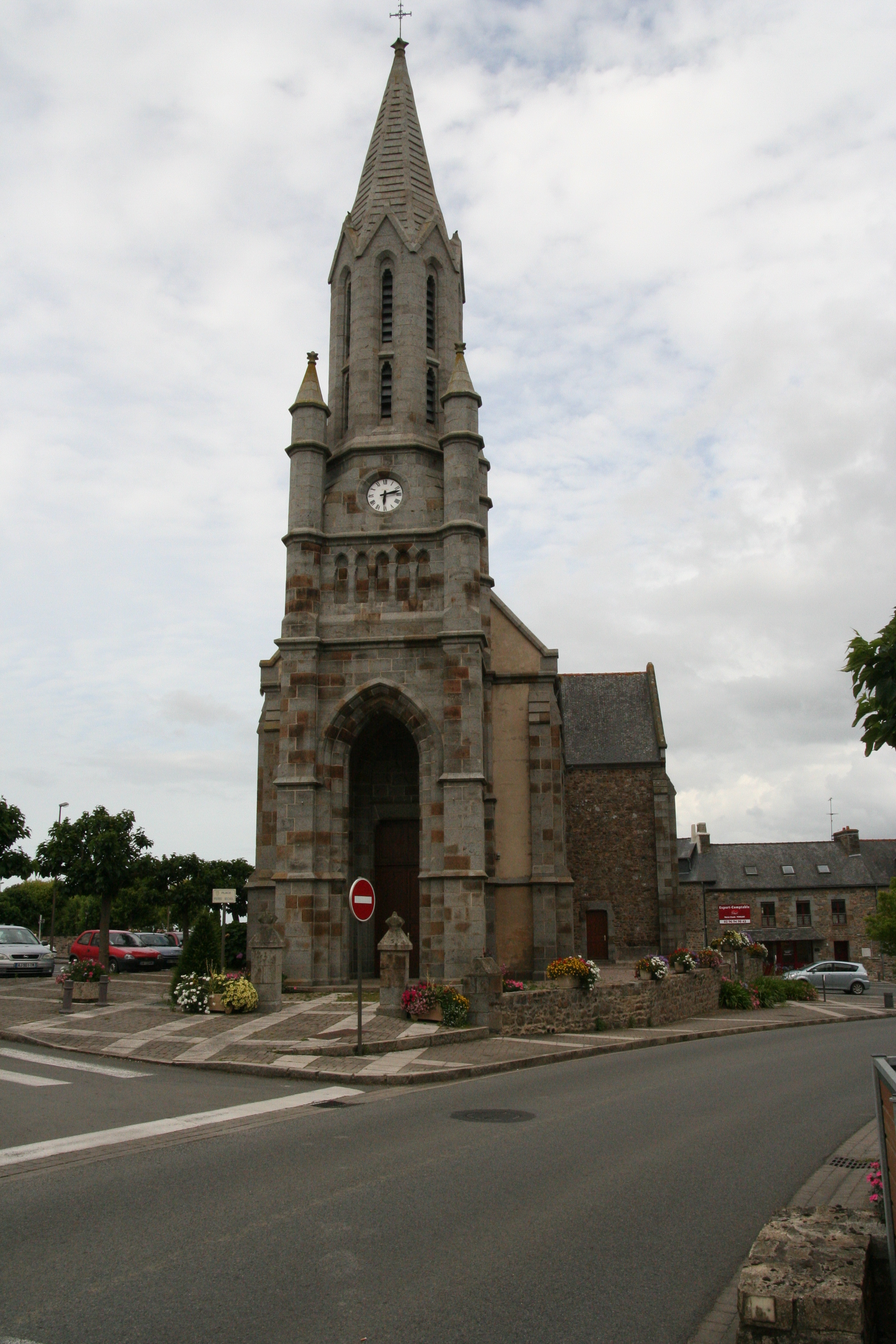
Église
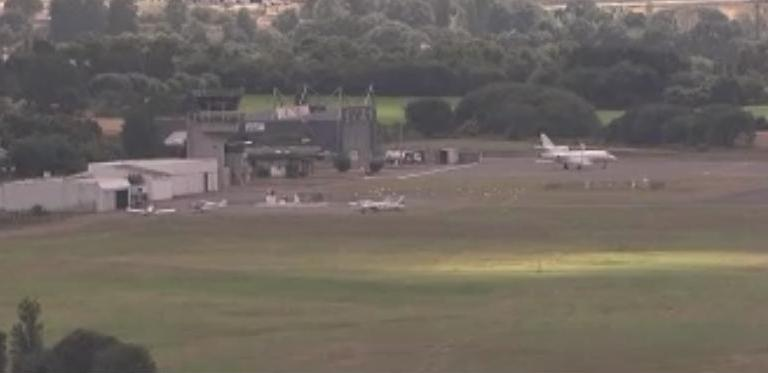
Aéroport
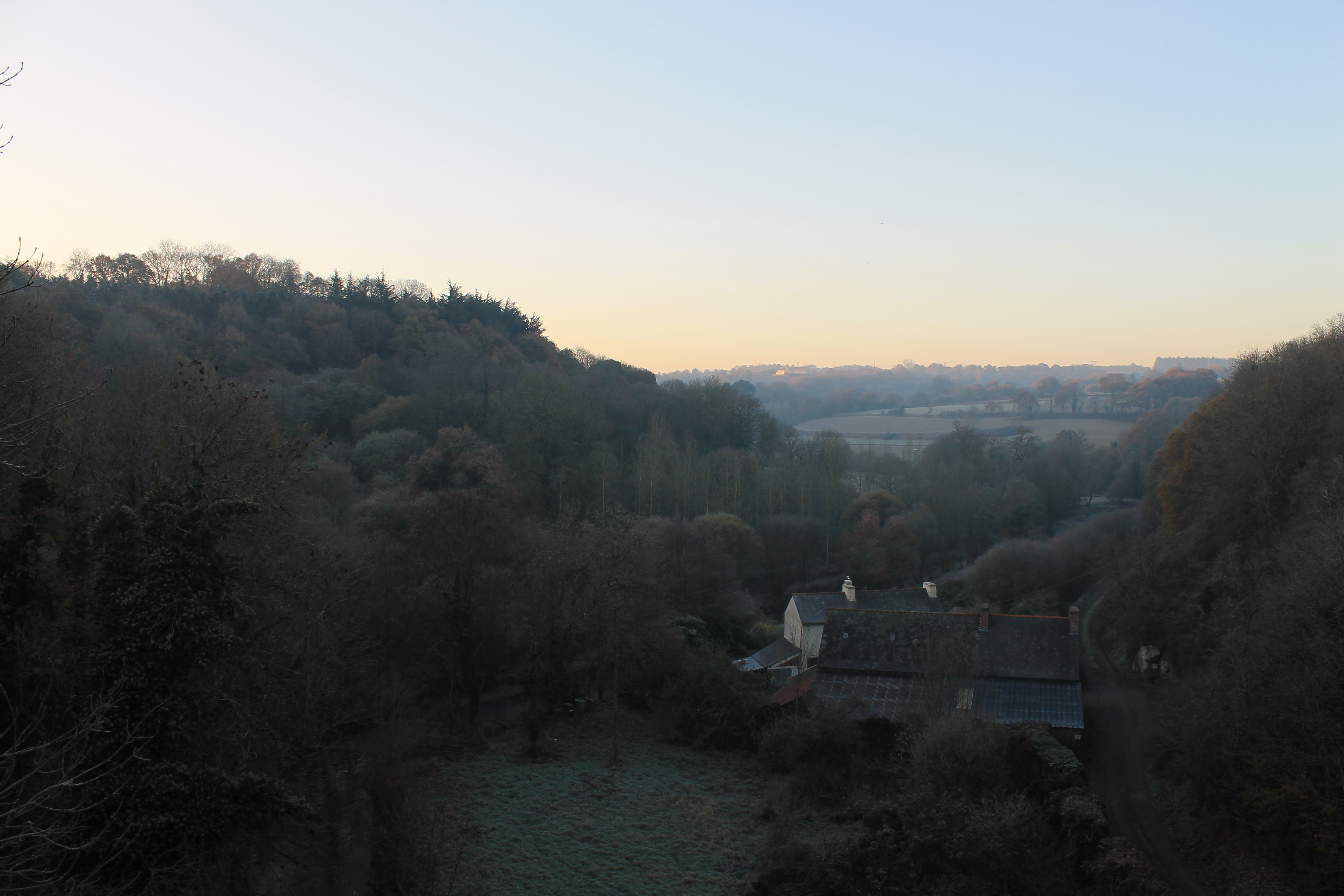
Vallée du Gouët